# Egy nap
Egy nap è un film del 2018 diretto da Zsófia Szilágyi.